# Informel
Az informel (francia: „forma nélküli”) avagy informalizmus absztrakt művészeti irányzat, rokon a gesztusfestészettel (action painting). Mintegy elutasítja az előre megtervezett, majd befejezett kompozíciót, hirdeti a be nem fejezett, nyitott mű létjogosultságát. A művész érzelmi megnyilvánulásait gyakran színfoltok és vonalak spontán mozgásával fejezi ki. 
A második világháború után indult Franciaországból. Magát a kifejezést Michel Tapié párizsi kritikus használta először Wols munkássága kapcsán. Fő képviselői: Mark Tobey, Wols, Hans Hartung.